# لوسارات
لوسارات (به ارمنی: Լուսառատ) یک شهر در ارمنستان است که در استان آرارات واقع شده‌است.  در  کیلومتری شمال آرتاشات، مرکز استان آرارات واقع شده است.

## خصوصیات
لوسارات ۲٬۳۸۴ نفر جمعیت دارد و در ارتفاع  متر بالاتر از سطح دریا قرار گرفته است.

## نگارخانه

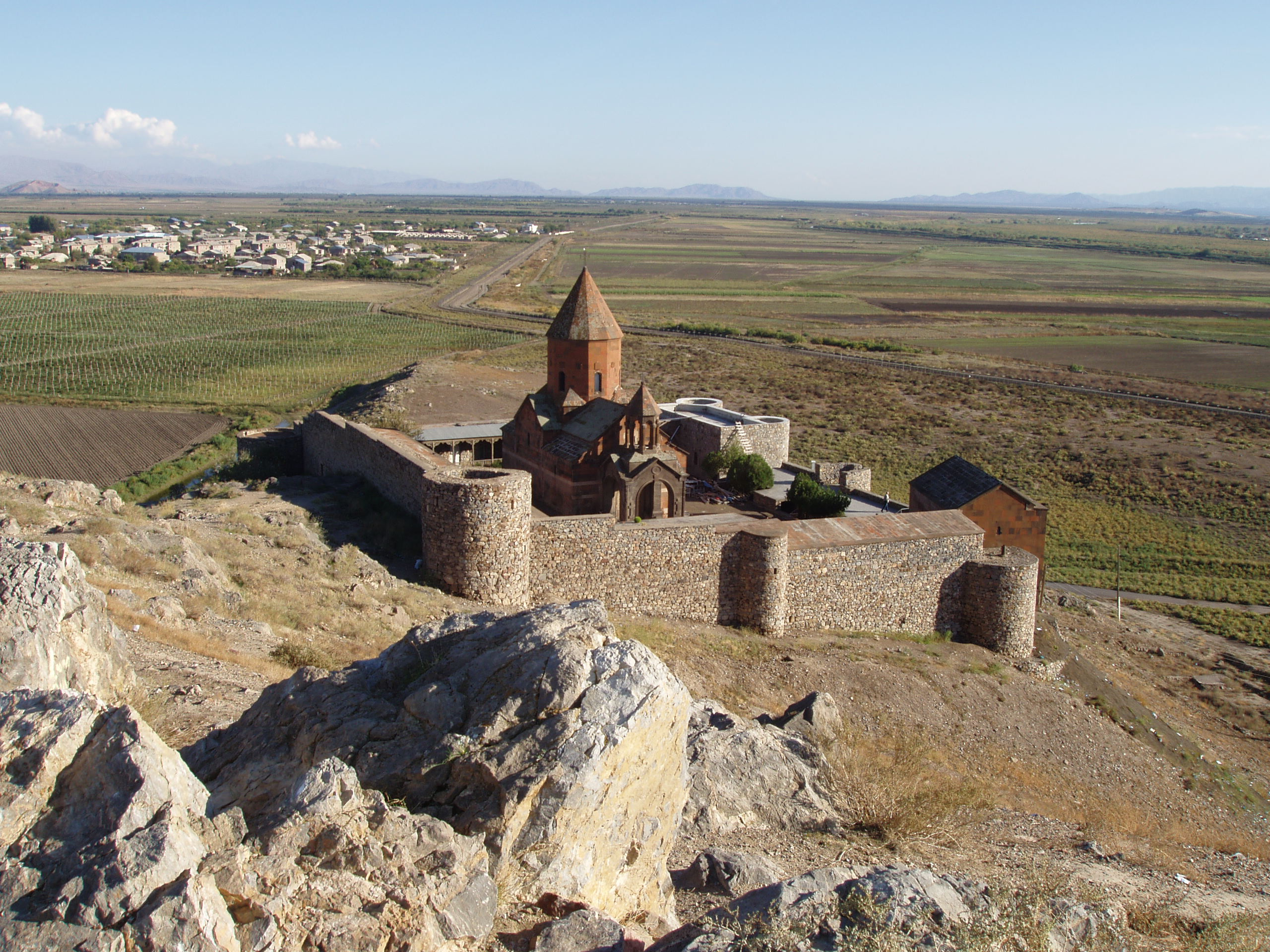